# Пятница, 13-е (фильм, 1933)
«Пятница, 13-е» (англ. Friday the Thirteenth) — британский драматический фильм 1933 года.

## Сюжет
Пятница, 13-е число, одна минута до полуночи. По пустынным улицам Лондона под проливным дождём едет автобус с пассажирами. Удар молнии в башенный кран приводит к катастрофе: тот начинает падать прямо на приближающийся автобус, трагедии не избежать…
Бо́льшая часть фильма состоит из флэшбэков: зрителю показаны последние 24 часа жизни семерых из пассажиров, как они все оказались в одном месте в эту роковую полночь…

## В ролях
- Джесси Мэттьюс — танцовщица Милли
- Сонни Хэйл — кондуктор Альф
- Мюриэл Эйкд — мисс Твигг
- Сирил Смит — водитель Фред
- Макс Миллер — Джо
- Альфред Дрэйтон — полицейский
- Хартли Пауэр — американский турист
- Урсула Джинс — Эйлин Джексон
- Элиот Мэйкхэм — Генри Джексон
- Ди. Эй. Кларк-Смит — Макс
- Гибб Маклафлин — флорист
- Эдмунд Гвенн — мистер Уэйкфилд
- Мэри Джеррольд — Флора Уэйкфилд
- Гордон Харкер — Гамильтон Бриггс
- Эмлин Уильямс — Уильям Блэйк
- Фрэнк Лоутон — Фрэнк Парсонс
- Белль Кристалл — Мэрри Саммерс
- Оу. Би. Кларенс — клерк
- Робертсон Хэа — Ральф Лайтфут
- Мартита Хант — Агнес Лайтфут
- Леонора Корбетт — Долли
- Ральф Ричардсон — Гораций Даус
- Дональд Кэлтроп — Хью Николлс
- Уолли Пэтч — букмекер

## Премьерный показ в разных странах[2]
- Великобритания — ноябрь 1933 (только в Лондоне)
- США — 15 мая 1934 (только в Нью-Йорке)
- Франция — 14 декабря 1934